# Abday Sándor
Abday Sándor (Kaposvár, 1800. február 2. – Szatmár, 1882. november 18.) színész, az első magyar színigazgatók egyike.

## Életpályája
A pesti egyetem hallgatója volt, de érdeklődése a színészet felé vonzotta. Színészi pályáját 1818-ban Debrecenben kezdte, majd önálló színtársulatot alapított és Szegeden játszott társulatával. 1825-ben tagja lett a pozsonyi országgyűlés tiszteletére szervezett társulatnak. Később hol Kilényi Dávid színigazgatóval társulva, hol önálló társulatával bejárta az egész országot, sikereivel sorra kiszorítva a német színtársulatokat. 1848 és 1849 között a debreceni színház igazgatója volt. A szabadságharc alatt tábori élelmezési biztos volt. Színdarabokat fordított és írt. 1860-ban Szatmárnémetiben telepedett le, s haláláig ott élt.

## Művei
- Cic hegynek boszorkánya (németből fordított színmű, bemutató Désen, 1839)
- Szatmár városa egy más világrészben (bohózat, bemutató Szatmáron, 1878)

## Főbb szerepei
- Friedrich Schiller: A haramiák....Moor Ferenc, majd Moor Károly
- Victor Hugo: Borgia Lucretia....Alfonzo
- Victor Hugo: Angelo, Padua zsarnoka....Angelo
- Gaal József: A peleskei nótárius....Zajtay
- Grillparzer: Ősanya....Jaromir
- Körner Tivadar: Zrínyi....Zrínyi
- Henneberg–Schikaneder: Csörgősapka....Mandolino